# Al-Jumhūrīyah al-muttaḥidah
Al-Jumhūrīyah al-muttaḥidah (in arabo: الجمهورية المتحدة, «Repubblica unita») fu già inno nazionale della Repubblica Democratica Popolare dello Yemen (Yemen del Sud). Quando nel 1990 i due Yemen si unirono, esso venne adottato come inno ufficiale della nuova repubblica.

## Testo

### Trascrizione latina in lingua araba
Raddidi Ayyatuha 'D-dunya Nashidi 

Raddidihi Wa-a 'idi Wa-a idi

Wa 'Dhkuri Fi Farhati Kulla Shahidi

Wa'Mnahihi Hullalan Min Daw'i Idi

Raddidi Ayyatuha 'D-dunya Nashidi

'Ishtu Imani Wa-hubbi Umamiyya

Wa-masiri Fawqa Darbi Arabiyya

Wa-sayabqa Nabdu Qalbi Yamaniyya

Lan Tara 'D-dunya Ala Ardi Wasiyya.

### Traduzione in italiano
Ripeti, oh Mondo, la mia canzone.

Che rimbomba su di te ancora e ancora.

Ricorda, attraverso la mia gioia, ogni martire.

Vestilo con mantelli splendenti

Di nostri festeggiamenti.

Ripeti, oh Mondo, la mia canzone.

Nella fede e nell'amore sono parte dell'umanità.

Un Arabo io sono in tutta la mia vita.

Il mio cuore batte in sintonia con lo Yemen.

Nessun straniero deve dominare lo Yemen.
Scritto da Abdallah "al-Fadhool" Abdulwahab Noman e musicato da Ayob Tarish